# Ernesto Guerra Muñoz
Ernesto Guerra Muñoz (Valparaíso, Chile, 24 de mayo de 1961) es un arpista y folklorista chileno, autodenominado el “Arpa de América”. Desde 1986 radica en Ecuador.
Aprendió el arpa a la edad de 13 años con el maestro Samuel Ugarte.  A la edad de 17 años, Guerra se presentó como solista en la Quinta Vergara, Por más de una década, participó con su arpa en el Festival del Huaso de Olmué.
En 1982, Guerra tocaba su arpa en Viña del Mar en el restaurant del famoso Hotel O'Higgins. Tocó en Argentina, Chile, Perú, Ecuador y Colombia, tocando variada música latinoamericana  Ernesto Guerra organizó en 2014, en Guayaquil el Encuentro Internacional de Arpa "El Pechiche".
Ernesto Guerra es también bailarín de Cueca. En 1978 fue Campeón de Cueca de la V Región de Valparaíso.  En 1982 ganó el subcampeonato nacional de cueca en Arica.
Su arte le ha llevado a compartir escenarios con celebridades de fama internacional como Myriam Hernández, Claudia de Colombia y Karina Gálvez.
En 2012, Guerra participó de un proyecto de Rescate del Arpa en Ecuador, cuyo fin era difundir el aprendizaje del arpa. Ernesto Guerra es Gestor Cultural Ad-Honorem del Consulado General de Chile en Guayaquil, Ecuador.